# Влатко Богдановський
Влатко Богдановський (мак. Влатко Богдановски; нар. 31 грудня 1964) – македонський шахіст, гросмейстер від 1993 року.

## Шахова кар'єра
Після розпаду Югославії в 1993 році належав до числа провідних шахістів новоствореної Республіки Македонії. Між 1994 і 2004 роками п'ять разів представляв свою країну на шахових олімпіадах, а також в тричі (у 1997, 1999, 2001 роках), на командних чемпіонатах Європи (зокрема на 1-й шахівниці).
Одного з найбільших успіхів у кар'єрі досягнув 1993 року, вигравши в Струзі титул чемпіона Македонії. 2004 року виграв ще одну медаль чемпіонату, який відбувся в тому самому місті, посівши 2-ге місце (позаду Ніколи Васовського).
На міжнародній арені успіхів досягнув, зокрема, таких містах, як:
- Битом (1988, поділив 1-місце разом з Мирославом Сарвинським),
- Стар Дор'ян – двічі (1991, поділив 2-ге місце позаду Нухима Рашковського, разом з Бояном Кураїцою і 1996, поділив 2-ге місце позаду Бориса Чаталбашева, разом з Трайко Недевим та Іоаном Космою),
- Салоніки (2001, поділив 1-ше місце разом із, зокрема, Ігорем Міладиновичем, Атанасіосом Мастровасіліосом і Крумом Георгієвим),
- Бієліна (2002, посів 1-ше місце).

Найвищий рейтинг Ело в кар'єрі мав станом на 1 липня 1993 року, досягнувши 2515 очок займав тоді 1-ше місце серед македонських шахістів.

## Зміни рейтингу
| На цьому місці має відображатися графік чи діаграма, однак з технічних причин його відображення наразі вимкнено. Будь ласка, не видаляйте код, який викликає це повідомлення. Розробники вже працюють для того, щоби відновити штатне функціонування цього графіка або діаграми. | |
| | На цьому місці має відображатися графік чи діаграма, однак з технічних причин його відображення наразі вимкнено. Будь ласка, не видаляйте код, який викликає це повідомлення. Розробники вже працюють для того, щоби відновити штатне функціонування цього графіка або діаграми. |